# Jan Brokof
Jan Brokof (* 1977 in Schwedt/Oder) ist ein deutscher Künstler, der sich in erster Linie mit Holzschnitten, Plastiken und Collagen beschäftigt. 
Brokof studierte von 1999 bis 2004 an der Hochschule für Bildende Künste Dresden, von 2004 bis 2006 war er dort Meisterschüler bei Ralf Kerbach. In seinen Arbeiten setzt sich Brokof mit der zeitgenössischen städtischen Lebensweise auseinander. Zu seinen prominentesten Werken zählt der Nachbau eines Jugendzimmers in einem ostdeutschen Plattenbau, deren Inneneinrichtung er mit Holzschnitten nachbildete.
2011 werden Jan Brokofs Arbeiten in Einzelausstellungen im Essener Folkwang Museum und im Dresdner Leonhardi-Museum gezeigt. Darüber hinaus gestaltete Brokof das Bühnenbild für die Neuinszenierung von Wir Wunderkinder von Kurt Hoffmann.

## Auszeichnungen
- 2005: Marion-Ermer-Preis
- 2012: Otto-Dix-Preis